# Zvonice (chata)

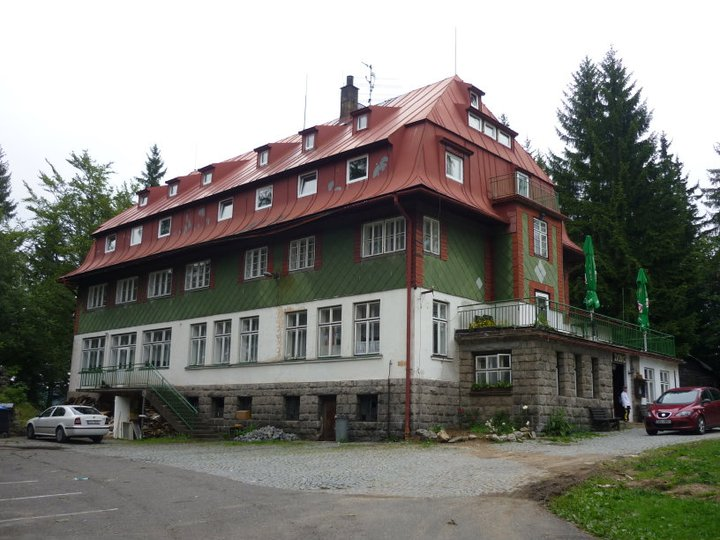
Chata Zvonice (2013)

Zvonice (v německém originále Glockensteinbaude) je turistická chata v Jizerských horách v Libereckém kraji na severu České republiky. Objekt stojí na zalesněném hřbetu mezi údolími Martinského a Tesařovského potoka. Na počátku dvacátého století se zdejší věřící, než si postavili vlastní kostel, scházeli v místním hostinci pravidelně jednou za měsíc k náboženským setkáním. Objekt turistické chaty je spojován s nacistickou minulostí.
Ve čtyřicátých letech 20. století byl objekt navíc doplněn o přístavbu. Po druhé světové válce se stal odborářským rekreačním zařízením.
U chaty se nachází skalka Zvonice, ve které měl být podle pověstí během bojů se švédskými vojsky za třicetileté války ukryt kostelní zvon. Podle jiných pověstí se zde měly konat bohoslužby. Na začátku 20. století tu byla pro dětské hry postavena malá zřícenina.